# Domaine de Satsuma
 (septembre 2016).

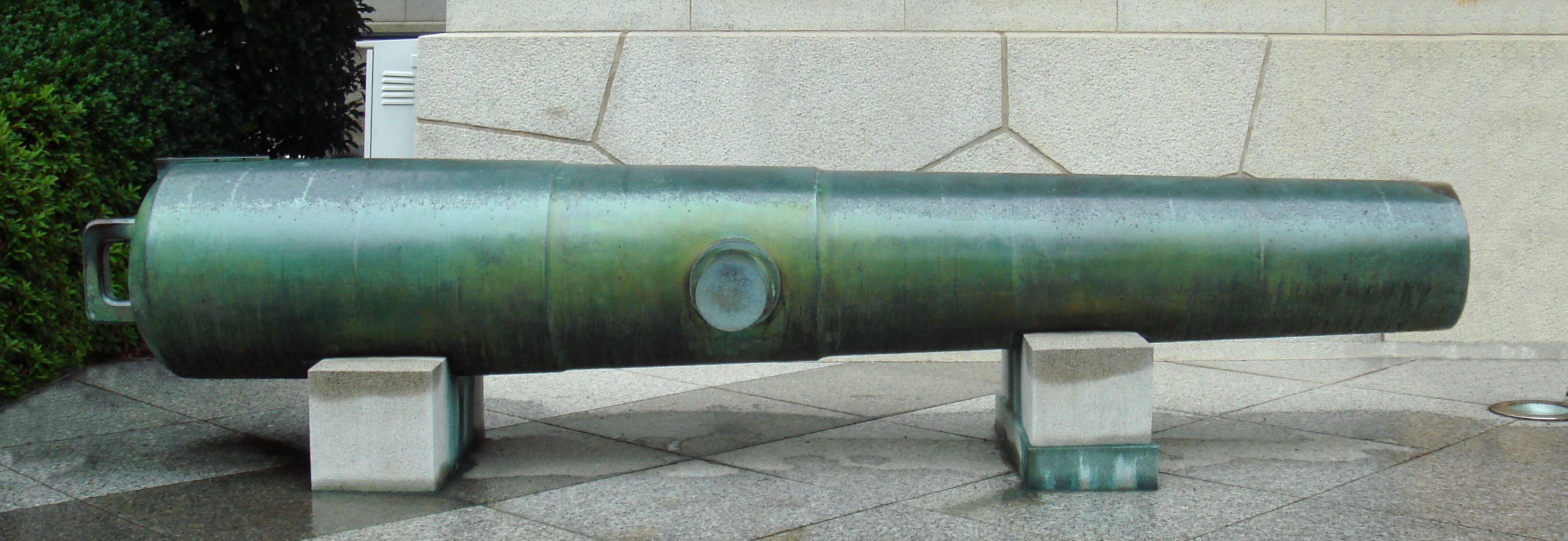
Un canon de 150 livres de Satsuma, coulé en 1849. Il était placé au Fort Tenpozan à Kagoshima. Calibre : 290 mm, longueur : 4220 mm.

Le domaine de Satsuma (薩摩藩, Satsuma-han) était l'un des domaines féodaux les plus puissants du Japon des Tokugawa, qui a joué un rôle important pendant la restauration de Meiji et dans le gouvernement qui a suivi. Commandé tout au long de l'époque d'Edo par le tozama daimyō du clan Shimazu, son territoire enjambait les provinces de Satsuma, d'Osumi et du sud-ouest de Hyūga sur l'île de Kyūshū, et avait le royaume de Ryūkyū comme vassal. Le territoire est en grande partie contigu avec l'actuelle préfecture de Kagoshima, et des parties de la préfecture de Miyazaki.
Officiellement appelé « Kagoshima-han », le domaine était gouverné à partir du château de Kagoshima.
Son kokudaka, la mesure officielle de la production du domaine, et donc sa richesse et sa puissance, était évalué à 729 000 koku pour la majeure partie de la période, le deuxième plus haut kokudaka après le domaine de Kaga.

## Histoire
La famille Shimazu a gouverné la province de Satsuma pendant quatre siècles avant même le début de la période Edo et l'établissement du système des han et, vers la fin du XVIe siècle, elle contrôlait presque tout Kyūshū. Malgré sa défaite face à Hideyoshi Toyotomi lors de sa campagne de Kyūshū de 1587, et forcée de se retrancher à Satsuma, elle est restée l'un des clans les plus puissants de l'archipel. Pendant la décisive bataille de Sekigahara, qui a eu lieu en 1600 et a mis un terme à une longue période de guerre, les Shimazu n'ont pas bougé de Satsuma, consolidant et protégeant leur puissance. Tandis qu'un grand nombre de clans fut vaincu à Sekigahara, les Shimazu sont restés l'un des rares à posséder une force militaire suffisante pour résister aux armées du shogun, qui a d'ailleurs essayé de s'emparer de Satsuma par la force. À la différence de beaucoup de clans qui se sont vu assigner arbitrairement un nouveau han au cours de la période Edo, les Shimazu ont conservé leur territoire, et un grand degré d'autonomie.

### Ryūkyū
En 1609, les Shimazu ont demandé au shogunat la permission d'envahir le royaume de Ryūkyū au sud. Après une brève invasion qui n'a rencontré que peu de résistance, Satsuma s'est emparé d'un certain nombre des îles Ryūkyū, les annexant au han, et a réclamé la vassalité de la totalité du royaume de Ryūkyū. Pendant le reste de la période Edo, Satsuma a influencé la politique et les politiques commerciales de Ryūkyū. Comme un isolement maritime était imposé au Japon dans les années 1630, la capacité qu'avait Satsuma d'accéder aux marchandises chinoises par l'intermédiaire de Ryūkyū lui donnait un rôle singulier, si ce n'est unique, dans l'économie et la politique de l'État des Tokugawa. Le degré des avantages économiques obtenus par Satsuma, et le degré de son oppression sur Ryūkyū, sont des sujets controversés par les historiens, mais le prestige et l'influence politiques gagnés dans ce rapport ne sont pas remis en cause. Les efforts continus des Shimazu pour accentuer leur position unique de seul domaine féodal à réclamer la vassalité d'un royaume étranger entier, et les hausses répétées de leur rang à la Cour, maintenait leur puissance et leur prestige aux yeux de Ryūkyū.

### Période Edo
Sans être le han le plus riche en kokudaka (la mesure officielle de la richesse et donc de la puissance d'un han, mesurées en koku), Satsuma est resté l'un des domaines les plus riches et les plus puissants tout au long de la période Edo. Cela venait non seulement du raccordement de Ryukyu, mais également de la taille et de la richesse productive de la province de Satsuma elle-même, et de sa distance extrême d'Edo, et ainsi des armées du shogun. Les Shimazu ont exercé leur influence sur le shogunat pour profiter de certaines faveurs spéciales. Satsuma s'est ainsi vu accorder une exception à la limite d'un château par domaine, une politique qui était censée limiter la force militaire des domaines ; des fiefs secondaires ont alors été formés, et les Shimazu ont distribué au compte-gouttes des châteaux à leurs vassaux, administrant le domaine comme une sorte de mini-shogunat. Ils ont également reçu des faveurs spéciales vis-à-vis de la politique du sankin-kōtai, une autre politique censée limiter la richesse et la puissance des daimyōs. Dans le cadre de cette politique, chaque seigneur féodal devait se rendre à Edo au moins une fois par an et y passer une partie de l'année, loin de son domaine et de ses zones d'influence. Les Shimazu avaient la permission de ne faire ce voyage qu'une fois tous les deux ans. Ces faveurs ont ainsi permis à Satsuma de gagner bien plus de puissance et de richesse que la majorité des autres domaines.
Bien que dans l'opposition au shogunat, Satsuma était peut-être l'un des domaines les plus stricts dans l'application des politiques particulières. Les missionnaires chrétiens étaient perçus comme une grave menace à la puissance du daimyo, et à la paix et l'ordre du domaine ; l'interdiction shogunale du christianisme fut imposée, peut-être plus strictement et brutalement à Satsuma, que n'importe où ailleurs dans l'archipel. L'interdiction de la contrebande, sans surprise, n'a pas été aussi strictement appliquée, car le domaine gagnait beaucoup du commerce maritime. Dans les années 1830, Satsuma a utilisait les bénéfices de son commerce illégal avec Okinawa pour reconstruire ses finances pendant le mandat de Hirosato Zusho.

### Bakumatsu

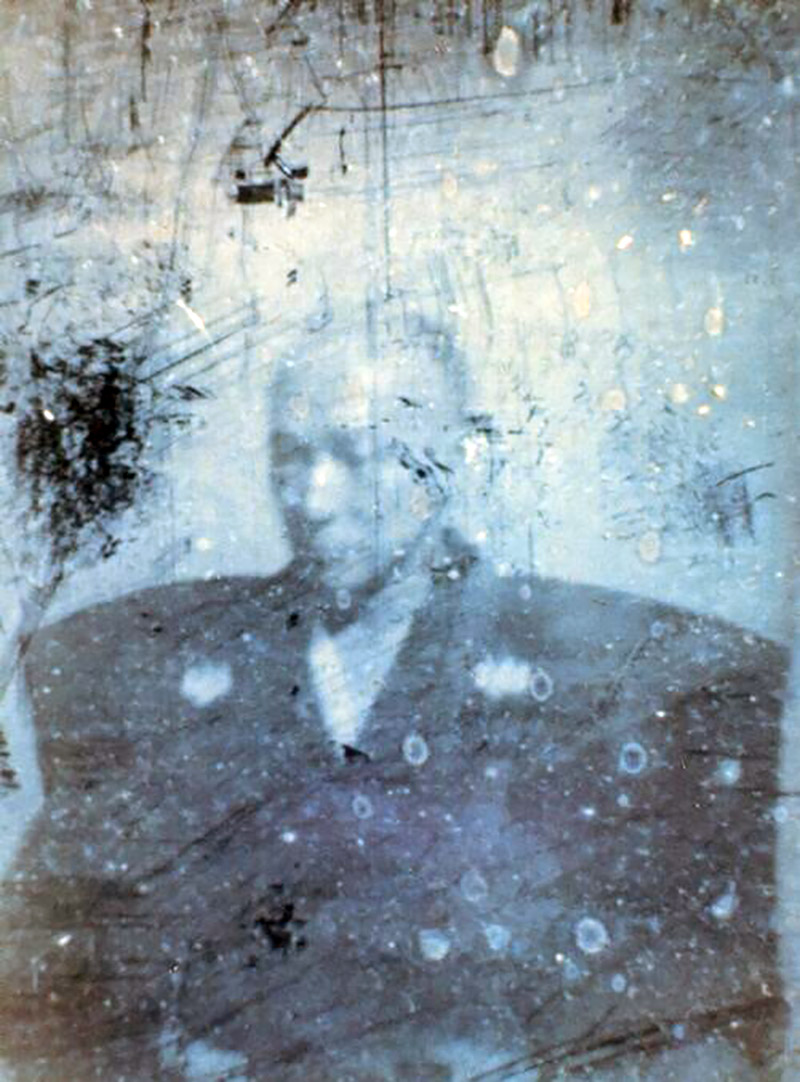
Un daguerréotype de Shimazu Nariakira.

Le daimyo de Satsuma des années 1850, Shimazu Nariakira, était très intéressé par la pensée et la technologie occidentales, et chercha à ouvrir le pays. A Satsuma, les contacts avec les Occidentaux augmentaient considérablementà mesure que les bateaux occidentaux débarquaient fréquemment à Ryukyu, non seulement pour commercer, mais aussi pour établir des relations diplomatiques officielles. Pour augmenter son influence au sein du shogunat, Nariakira  organisa un mariage entre le shogun Iesada Tokugawa et sa fille adoptive, Atsu-hime (connue sous le nom de Tenshōin).
En 1854, première année du règne d'Iesada, le commodore Perry débarqua au Japon et mit un terme à la politique d'isolement du shogunat. Cependant, les traités signés entre le Japon et les pouvoirs occidentaux, en particulier le traité de Harris de 1858, mirent le Japon dans une situation inégale face aux puissances occidentales. La même année, Iesada et Nariakira moururent . Nariakira  appela son neveu, Tadayoshi Shimazu, à lui succéder. Mais comme Tadayoshi n'était qu'un enfant, son père, Hisamitsu Shimazu, régit officieusement  Satsuma.
Hisamitsu suivit une politique de kōbu gattai, ou « unité entre le shogunat et la cour impériale ». Le mariage entre Iemochi Tokugawa, le futur shogun, et la princesse impériale Kazunomiya fut un succès important pour la famille. Cependant, cela mt Satsuma en opposition avec les factions radicales du sonnō jōi, ou « vénérez l'empereur et repoussez les barbares », soutenus par le  domaine de Chōshū.
En 1862, lors de l'incident de Namamugi, un Anglais fut tué par des samouraïs de Satsuma, conduisant en répression, au bombardement de Kagoshima par la Marine Royale britannique l'année suivante. Bien que Satsuma ait pu résister à l'attaque, cet événement montra à quel point il était nécessaire que le Japon importe la technologie occidentale et réforme ses armées.

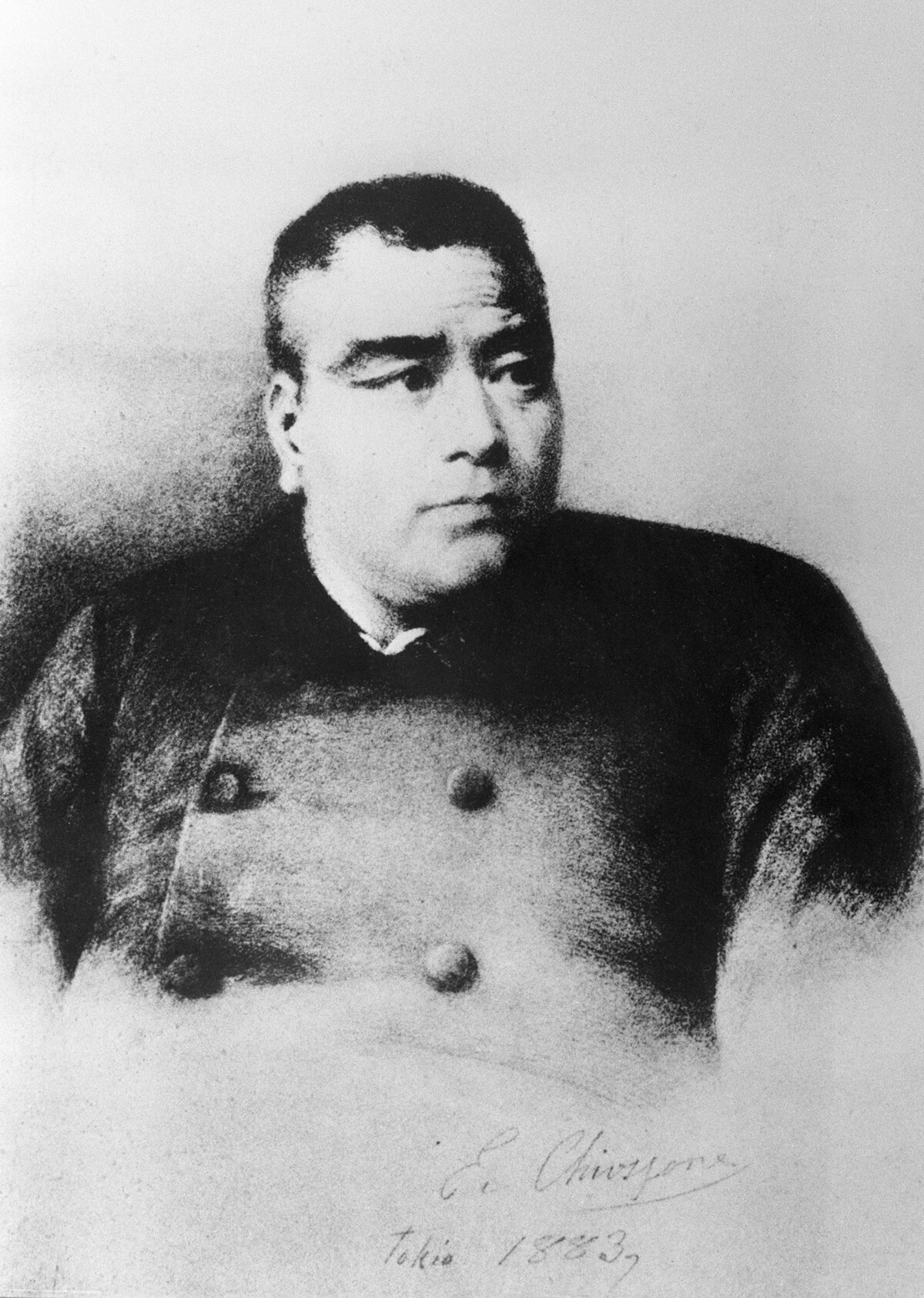
Takamori Saigō.

Le shogunat  confia aux domaines de Satsuma et Aizu la protection de la cour impériale, contre la faction du sonnō jōi, comme lors de la rébellion des portes Hamaguri en 1864. Le shogunat décida après cet incident de punir Chōshū  lors de la première expédition de Chōshū, dirigée par un membre de Satsuma, Takamori Saigō. Saigō évita cependant le conflit militaire et permit à Chōshū de résoudre le problème avec le seppuku des trois responsables derrière l'attaque du le palais impérial.
Quand le shogunat décida de définitivement défaire Chōshū en envoyant une seconde expédition un an plus tard, Satsuma, sous la conduite de Takamori Saigō et d'Okubo Toshimichi, décida de changer de camp. L'alliance Satchō entre Satsuma et Chōshū fut ainsi négociée par Ryōma Sakamoto de Tosa.
Cette deuxième expédition fut un désastre pour le shogunat. Il fut défait sur le champ de bataille, et le shogun Iemochi mourut de maladie au château d'Osaka. Le shogun suivant, Yoshinobu Tokugawa, négocia un cessez-le-feu.

Localisation des principaux clans composants puis raliés à l'alliance Satchō lors de la guerre de Boshin
Domaine de Satsuma
Domaine de Chōshū
Domaine de Saga
Domaine de Tosa

Malgré les tentatives du nouveau shogun de reformer le gouvernement, il ne put pas contenir Satsuma et Chōshū dans leur volonté de renverser le shogunat. Même après avoir quitté le poste de shogun et accepté de remettre le pouvoir entre les mains de la cour impériale, les deux camps se sont finalement affrontés à la bataille de Toba-Fushimi en 1868. Le shogun, défait, se réfugia à Edo. Takamori Saigō mena alors ses troupes à Edo où Tenshōin contribua à la reddition sans effusion de sang du château d'Edo. La guerre de Boshin continua jusqu'à ce que toutes les forces du shogunat soient défaites en 1869.

### Période Meiji
Le gouvernement de Meiji, qui fut formé le lendemain de ces événements, fut en grande partie dominé par des politiciens de Satsuma et de Chōshū. Cependant la classe samouraï, dans le système de domaine, et une grande partie des structures politiques et sociales entourant cette dernière, furent supprimées peu après, des personnages de ces deux anciens domaines dominèrent donc pour une bonne part le gouvernement japonais jusqu'à la Première Guerre mondiale.
Cependant, le début de la période fut marqué par le mécontentement croissant de l'ancienne classe samouraï, qui éclata lors de la rébellion de Satsuma conduite par Takamori Saigō en 1877.

## Liste des daimyos de Satsuma
- Clan Shimazu 1602-1871 (tozama ; 770 000 koku)

|    | Nom                           | Mandat    |
| -- | ----------------------------- | --------- |
| 1  | Shimazu Tadatsune (島津家久)  | 1602-1638 |
| 2  | Shimazu Mitsuhisa (島津光久)  | 1638-1687 |
| 3  | Shimazu Tsunataka (島津綱貴)  | 1687-1704 |
| 4  | Shimazu Yoshitaka (島津吉貴)  | 1704-1721 |
| 5  | Shimazu Tsugutoyo (島津継豊)  | 1721-1746 |
| 6  | Shimazu Munenobu (島津宗信)   | 1746-1749 |
| 7  | Shimazu Shigetoshi (島津重年) | 1749-1755 |
| 8  | Shimazu Shigehide (島津重豪)  | 1755-1787 |
| 9  | Shimazu Narinobu (島津斉宣)   | 1787-1809 |
| 10 | Shimazu Narioki (島津斉興)    | 1809-1851 |
| 11 | Shimazu Nariakira (島津斉彬)  | 1851-1858 |
| 12 | Shimazu Tadayoshi (島津忠義)  | 1858-1871 |

## Autres personnages importants de Satsuma
- Période Sengoku
  - Shimazu Yoshihiro
  - Niiro Tadamoto

- Bakumatsu
  - Saigō Takamori
  - Toshimichi Okubo
  - Komatsu Tatewaki
  - Tenshōin

- Rébellion de Satsuma
  - Beppu Shinsuke
  - Kirino Toshiaki

- Diplomates et hommes politiques de la période Meiji
  - Kuroda Kiyotaka, 2e Premier ministre du Japon
  - Matsukata Masayoshi, 4e et 6e Premier ministre
  - Yamamoto Gonnohyōe, 22e Premier ministre
  - Mori Arinori
  - Makino Nobuaki
  - Nishi Tokujirō
  - Terashima Munenori
  - Saigō Yorimitchi, frère cadet de Takamori Saigō
  - Mishima Michitsune
  - Narahara Shigeru

- Marine impériale japonaise
  - Tōgō Heihachirō
  - Saneyoshi Yasuzumi
  - Kawamura Sumiyoshi
  - Kataoka Shichirō
  - Shibayama Yahachi
  - Isamu Takeshita
  - Nire Kagenori
  - Kamimura Hikonojō
  - Ijūin Gorō
  - Itō Sukeyuki
  - Inoue Yoshika
  - Kabayama Sukenori, gouverneur-général de Taïwan du 21 mai 1895 au 2 juin 1896
  - Samejima Kazunori, commandant de l'école navale impériale du Japon, amiral et baron

- Armée impériale japonaise
  - Uehara Yūsaku
  - Nozu Michitsura, maréchal de camp
  - Ōyama Iwao, maréchal de camp
  - Kawamura Kageaki, maréchal de camp
  - Sōroku Kawakami
  - Tomonosuke Takashima

- Artistes
  - Kuroda Seiki, peintre yō-ga (style occidental)

- Entrepreneurs
  - Godai Tomoatsu